# Narf
Francisco Xavier Pérez Vázquez, nascut a Silleda l'any 1968 i mort el 15 de novembre de 2016, fou un cantant, compositor i actor gallec, reconegut per la forta personalitat i l'originalitat de la seva obra, ha volgut incorporar a les estructures del rock amb diferents influències de so. Destacà com a compositor de bandes sonores per a teatre i altres espectacles compaginant aquesta faceta amb el comediant en diferents funcions teatrals.
En els inicis, com a part integrant de la banda Os Quinindiolas i de Nicho Varullo, a la companyia teatral Chévere i posteriorment en Psicofónica de Conxo va ser conegut només com a Fran Pérez, però quan va emprendre una carrera en solitari va adoptar la identitat de Narf. Va col·laborar amb molts altres artistes i van portar la seva música arreu del món, va mostrar el seu compromís amb la cultura gallega i vaig sentir el mateix temps una profunda afinitat per la música africana.